# Белая площадь
«Белая площадь» — офисный центр в Москве около станции метро Белорусская, среди арендаторов — российские представительства McKinsey, PricewaterhouseCoopers, Deloitte, BNP Paribas, LG Electronics, офисные помещения по классификации деловой аренды относятся к «классу Α».
Построен в 2004—2011 годы на месте двух снесённых кварталов общей площадью около 1 га. Инвесторы-застройщики — AIG Lincoln (53 %) и Coalco Василия Анисимова (47 %), в 2009 году Coalco продала свою долю «ВТБ Капиталу» и TPG Capital за $470 млн. В 2012 году бизнес-центр целиком выкуплен инвестиционной компанией Ο1 Properties Бориса Минца, при этом был привлечён мезонинный кредит в $100 млн у Sberbank CIB и заём размером около $700 млн у Сбербанка, общая сумма сделки оценена в $1 млрд.
Центр состоит из трёх зданий треугольной формы высотой от 6 до 15 этажей, общая площадь помещений — 110,8 тыс. м², из них 76 тыс. м² предназначено для аренды. Непосредственно к офисному комплексу примыкает старообрядческий Храм Николы Чудотворца.